# إليزابيث تان
إليزابيث تان (بالإنجليزية: Elizabeth Tan) هي مؤدية وممثلة بريطانية، ولدت في 6 يناير 1990 في لندن في المملكة المتحدة.

## أعمال

### مسلسلات
- إيميلي في باريس

## وصلات خارجية
- إليزابيث تان على موقع IMDb (الإنجليزية)
- إليزابيث تان على موقع ألو سيني (الفرنسية)
- إليزابيث تان على موقع أول موفي (الإنجليزية)
- إليزابيث تان على موقع قاعدة بيانات الفيلم (الإنجليزية)
- إليزابيث تان على موقع كينوبويسك (الروسية)